# S/mileage
S/mileage ou Smileage (スマイレージ, sumairēji), renommé Angerme ou ANGERME (アンジュルム, anjurumu) fin 2014, est un groupe féminin de J-pop du Hello! Project créé en 2009. Le nom S/mileage est une combinaison des termes anglais smile, age, et mileage, et se prononce à l'anglaise smile age ("âge du sourire") ; à l'occasion de l'arrivée des membres de la 3e génération en 2014, le groupe change son nom en Angerme (prononcé à la française), combinaison des termes français « ange » et « larme ».

## Histoire

### Première génération: S/mileage en quatuor

Logo de Smileage, jusqu'en 2014

Le groupe est formé en mai 2009 par le producteur Tsunku pour son label TNX,, et est constitué au départ de quatre idoles japonaises du Hello! Pro Egg, sélectionnées comme "eggs" en 2004. Il semble d'abord être la continuation sous une forme régulière du groupe Shugo Chara Egg! créé à titre temporaire pour l'anime Shugo Chara, dont trois des membres font déjà partie en parallèle depuis 2008 : Ayaka Wada, Yūka Maeda et Kanon Fukuda (alors âgées de 14 ans) ; la seule différence entre les deux groupes est la présence de la débutante Saki Ogawa (12 ans) à la place de Akari Saho, quatrième membre de Shugo Chara Egg!. Kanon Fukuda fait également partie de la nouvelle mouture temporaire du groupe Mini Moni lancée à l'été 2009, "Shin Mini Moni", en parallèle à ses deux autres groupes. En août 2009, les trois membres concernées quittent officiellement Shugo Chara Egg! et y sont remplacées, se consacrant désormais entièrement à S/mileage.
En mars 2010, la quatrième membre, Saki Ogawa, est choisie pour participer régulièrement en parallèle à l'émission télévisée pour enfants Oha Suta en tant qu'Oha Girl.
Le même mois, S/mileage est "gradué" du Hello! Pro Egg, ses membres quittant leur statut de débutantes "eggs" pour devenir membres du Hello! Project à part entière. Il est aussi annoncé à cette occasion que les nouveaux singles du groupe sortiront désormais en "major" sur le label hachama, ses quatre premiers singles étant précédemment sortis en "indépendant" sur le label TNX.
Toujours en mars 2010, les trois ex-Shugo Chara Egg! (Wada, Maeda et Fukuda) sont choisies pour doubler les voix des trois héroïnes de la série anime Hime Chen! Otogi Chikku Idol Lilpri, et forment le groupe temporaire Lilpri dans le cadre de la série, en parallèle à S/mileage. Lilpri enregistre la chanson Little Princess qui sert de générique d'ouverture à la série, tandis que la chanson de S/mileage Otona ni Narutte Muzukashii !!! lui sert de générique de fin.

### Deuxième génération: de neuf à six membres
En mai 2011 est annoncée une audition en vue de recruter de nouveaux membres pour le groupe.
Le 14 août, cinq nouvelles membres (âgées de 12 à 14 ans) sont sélectionnées par Tsunku, dont deux autres "eggs", incluant Akari Takeuchi qui avait déjà fait partie elle aussi de Shin Mini Moni ; elles sont toutefois présentées alors comme des sub members ("sous-membres") en période d'observation en attendant leur éventuelle intégration définitive au groupe, dont l'effectif passe donc provisoirement à neuf membres. Peu après, Saki Ogawa annonce son départ du groupe et l'arrêt de ses activités artistiques pour se consacrer à ses études, sa graduation définitive du groupe et du H!P ayant lieu le 27 août 2011. Le 9 septembre, l'une des nouvelles membres doit quitter le groupe pour des problèmes de santé, moins d'un mois après sa sélection ; elle figure néanmoins sur le premier single de la nouvelle formation, Tachia Girl, qui sort trois semaines plus tard et n'a pu être modifié en conséquence. Les quatre autres nouvelles sont finalement confirmées comme membres du groupe à part entière.
En août 2011, les quatre membres d'alors avaient participé au groupe temporaire Bekimasu aux côtés d'autres membres du Hello! Project, le temps d'un single ; en octobre, les sept membres actuelles participent à sa nouvelle mouture Mobekimasu pour un nouveau single prévu en novembre. 
Fin octobre, le départ d'une autre des membres d'origine, Yūka Maeda, est annoncé pour le 31 décembre 2011 ; elle arrête alors ses activités artistiques pour continuer ses études.
Au cours du mois juin 2014, les six membres jouent dans une comédie musicale, Lilium -Lilium Shôjo Junketsu Kageki-, avec sept des membres du groupe affilié Morning Musume '14.
Le 24 septembre suivant, plusieurs annonces importantes sont faites par l’intermédiaire d'Ayaka Wada et Kanon Fukuda lors de l’épisode du jour de l'émission Hello Station : de nouveaux membres issues des Hello! Pro Kenshūsei rejoindront le groupe le 4 octobre en tant que 3e génération, et le groupe changera son nom en fin d'année,.

### Troisième puis quatrième générations: Angerme

Logo de Angerme, depuis 2015

Le 4 octobre 2014, trois nouvelles membres issues du Hello! Pro Kenshūsei intègrent le groupe : Mizuki Murota (16 ans), Maho Aikawa (15 ans), et Rikako Sasaki (13 ans ; ex-membre du SCK Girls). 
Après plusieurs propositions de noms envoyés par ses fans, le groupe qui compte désormais neuf membres prend en décembre 2014 le nouveau nom Angerme, proposé par Kana Nakanishi (de la 2e génération). Il annonce aussi la sortie pour février 2015 du premier disque de cette nouvelle formation et sous ce nom, un single intitulé Taiki Bansei / Otome no Gyakushū.
Les membres du groupe sont nommées ambassadrices du concours de chansons d’anime Idol Matsuri (愛踊祭～あいどるまつり～) se déroulant d’avril à septembre 2015. Dans ce cadre, Angerme interprète une reprise du générique de Sally la Petite Sorcière (魔法使いサリー), qui figurera sur son single de juillet, son premier "triple face A".
En mai 2015, le groupe se produit au Nippon Budokan pour la première fois.
L'un des membres originaux, Kanon Fukuda, annonce le 20 mai 2015 son départ de groupe et du Hello! Project pour l'automne 2015 ; son dernier concert avec le groupe aura lieu au Nippon Budokan le 29 novembre 2015.
Des auditions pour recruter les futures membres d'une 4e génération du groupe se déroulent au cours de l’été 2015. Parmi les 1800 candidates ayant participé aux auditions, une seule fille est sélectionnée le 11 novembre 2015 : Moe Kamikokuryo (âgée de 16 ans), qui rejoindra le groupe après une période de formation ; elle ne figure donc pas sur les disques qui sortent ce mois là, un deuxième "triple face A" et une compilation mélangeant anciens titres de S/mileage et récents titres d'Angerme, les derniers disques avec Kanon Fukuda qui quitte le groupe comme prévu à la fin du mois. Kamikokuryo est finalement intégrée dans le groupe fin décembre.
Meimi Tamura annonce en décembre vouloir également se retirer du groupe au printemps 2016 ; elle souhaite poursuivre sa carrière en tant qu’actrice de comédies musicales.
Le groupe sort son premier disque avec Kamikokuryo le 8 avril 2016 intitulé Tsugitsugi Zokuzoku / Itoshima Distance / Koi Nara Tokku ni Hajimatteru, qui sera le dernier de Temura, qui quitte le groupe comme prévu après un dernier concert le 30 mai 2016 au Nippon Budokan.

### Générations ultérieures
Le 16 juillet 2016, durant le premier concert d'été du Hello!Project est annoncé, contre toute attente, que la Hello Pro Kenshusei Momona Kasahara, âgée de 12 ans, intègre le groupe le jour même, faisant d'elle la seule membre de la 5e génération.
Le 31 décembre 2016, Ayaka Wada, membre de la 1re génération et leader du groupe, est désormais nommée leader de tout le Hello! Project après la future dissolution du groupe °C-ute.
En juin 2017, sort le single Ai Sae Areba Nanni mo Iranai / Namida Iro no Ketsui / Majokko Megu-chan le premier dont Maho Aikawa n'a pas participé à l'enregistrement. Ce membre a été mis en repos pour des problèmes de santé et suit un traitement médical.
Le 26 juin 2017, est annoncée l'arrivée de deux nouveaux membres : la première est Musubu Funaki, membre des Country Girls à la suite du futur remaniement du groupe ; la seconde est une Hello! Pro Kenshūsei : Ayano Kawamura. Toutes les deux intègrent le groupe dès l'été. Ces deux arrivées montent le nombre de membres à 11, un record pour le groupe.
Angerme sort son premier DVD single Manner Mode / Kisokutadashiku Utsukushiku / Kimi Dake Janai sa... friends le 13 décembre 2017.
Le 31 décembre, est annoncé le départ de Maho Aikawa et l'arrêt de ses activités artistiques à cause de ses ennuis de santé.
Le premier concert d'ANGERME à l'étranger a été annoncé le 28 janvier 2018. Le spectacle se déroulera au site de La Cigale à Paris le 3 juin 2018.
Le 5 avril suivant, Ayaka Wada (23 ans), annonce son futur départ du groupe et du Hello! Project, souhaitant passer le flambeau aux plus jeunes générations du groupe et se tourner vers de nouveaux projets ; elle a néanmoins annoncé ne pas vouloir se retirer de l'industrie du divertissement. Elle obtiendra son diplôme à la date finale de la tournée printanière en 2019, l'année exacte du 10e anniversaire du groupe.
Le groupe sort un nouveau single Nakenaize... Kyōkan Sagi / Uraha=Lover / Kimi Dake Janai sa... friends (2018 Acoustic Ver.) le 9 mai 2018.
En novembre 2018, deux nouvelles membres sont intégrées dans le cadre d'une septième génération : Haruka Ōta et Layla (Reira) Ise.

## Membres
| Prénom et nom     | Kanji      | Date de naissance  | Âge    | Génération             | Couleur     | Notes                                                                            |
| ----------------- | ---------- | ------------------ | ------ | ---------------------- | ----------- | -------------------------------------------------------------------------------- |
| Layla Ise         | 伊勢鈴蘭   | 19 janvier 2004    | 21 ans | 7e (23 novembre 2018)  | Orange      | Leader (2025-), Sub-leader (2024-2025), Autre couleur : Orange clair (2018-2022) |
| Rin Hashisako     | 橋迫鈴     | 6 octobre 2005     | 19 ans | 8e (3 juillet 2019)    | Rouge Foncé |                                                                                  |
| Rin Kawana        | 川名凜     | 6 décembre 2003    | 21 ans | 9e (2 novembre 2020)   | Vert        |                                                                                  |
| Tamenaga Shion    | 為永幸音   | 9 février 2004     | 21 ans | 9e (2 novembre 2020)   | Rose        | Sub-leader (2025-)                                                               |
| Wakana Matsumoto  | 松本わかな | 1er septembre 2007 | 17 ans | 9e (2 novembre 2020)   | Blanc       |                                                                                  |
| Yuki Hirayama     | 平山遊季   | 25 juillet 2006    | 19 ans | 10e (30 décembre 2021) | Vert clair  |                                                                                  |
| Yukiho Shimoitani | 下井谷幸穂 | 4 août 2006        | 19 ans | 11e (23 mai 2023)      | Rose foncé  |                                                                                  |
| Hana Goto         | 後藤花     | 5 juin 2008        | 17 ans | 11e (23 mai 2023)      | Bleu mer    |                                                                                  |
| Momoha Nagano     | 長野桃羽   | 13 mai 2010        | 15 ans | 12e (16 août 2025)     | Jaune       |                                                                                  |

| Prénom et nom   | Kanji         | Date de naissance | Âge    | Génération                                                | Couleur      | Départ            | Notes                                                                         |
| --------------- | ------------- | ----------------- | ------ | --------------------------------------------------------- | ------------ | ----------------- | ----------------------------------------------------------------------------- |
| Saki Ogawa      | 小川紗季      | 18 novembre 1996  | 28 ans | 1re (4 avril 2009)                                        | Jaune-Vert   | 27 août 2011      |                                                                               |
| Fuyuka Kosuga   | 小数賀芙由香  | 19 novembre 1997  | 27 ans | 2e (Submember 14 août 2011 et FullMember 16 octobre 2011) | Orange       | 9 septembre 2011  |                                                                               |
| Yūka Maeda      | 前田憂佳      | 28 décembre 1994  | 30 ans | 1re (4 avril 2009)                                        | Rose         | 31 décembre 2011  |                                                                               |
| Kanon Fukuda    | 福田花音      | 12 mars 1995      | 30 ans | 1re (4 avril 2009)                                        | Rose foncé   | 30 novembre 2015  | Autre couleur : Violet claire (2009-2014)                                     |
| Meimi Tamura    | 田村芽実      | 30 octobre 1998   | 26 ans | 2e (Submember 14 août 2011 et FullMember 16 octobre 2011) | Violet       | 2 janvier 2016    | Autre couleur : Vert (2011-2014)                                              |
| Maho Aikawa     | 相川茉穂      | 26 mars 1999      | 26 ans | 3e (4 octobre 2014)                                       | Vert         | 31 décembre 2017  |                                                                               |
| Ayaka Wada      | 和田彩花      | 1er août 1994     | 31 ans | 1re (4 avril 2009)                                        | Rouge        | 18 juin 2019      | Autre couleur : Bleu (2009-2014); Leader (2009-2019)                          |
| Rina Katsuta    | 勝田里奈      | 6 avril 1998      | 27 ans | 2e (Submember 14 août 2011 et FullMember 16 octobre 2011) | Orange       | 25 septembre 2019 | Autre couleur : Jaune (2011-2014)                                             |
| Kana Nakanishi  | 中西香菜      | 4 juin 1997       | 28 ans | 2e (Submember 14 août 2011 et FullMember 16 octobre 2011) | Rose         | 10 décembre 2019  | Autre couleur : Bleu clair (2011-2014); Sub-leader (2015-2019)                |
| Mizuki Murota   | 室田瑞希      | 12 juin 1998      | 27 ans | 3e (4 octobre 2014)                                       | Bleu clair   | 22 mars 2020      |                                                                               |
| Haruka Oota     | 太田遥香      | 21 août 2003      | 21 ans | 7e (23 novembre 2018)                                     | Vert         | 13 octobre 2020   |                                                                               |
| Musubu Funaki   | 船木結        | 10 mai 2002       | 23 ans | 6e (26 juin 2017)                                         | Jaune-Vert   | 9 décembre 2020   | Ex-membre des Country Girls                                                   |
| Momona Kasahara | 笠原 桃奈     | 22 octobre 2003   | 21 ans | 5e (16 juillet 2016)                                      | Rose foncé   | 15 novembre 2021  |                                                                               |
| Akari Takeuchi  | 竹内朱莉      | 23 novembre 1997  | 27 ans | 2e (Submember 14 août 2011 et FullMember 16 octobre 2011) | Bleu         | 21 juin 2023      | Autre couleur : Rouge (2011-2014); Sub-leader (2015-2019); Leader (2019-2023) |
| Rikako Sasaki   | 佐々木 莉佳子 | 28 mai 2001       | 24 ans | 3e (4 octobre 2014)                                       | Jaune        | 19 juin 2024      |                                                                               |
| Ayano Kawamura  | 川村文乃      | 7 juillet 1999    | 26 ans | 6e (26 juin 2017)                                         | Violet clair | 28 novembre 2024  | Sub-leader (2019-2024)                                                        |
| Moe Kamikokuryo | 上國料萌衣    | 24 octobre 1999   | 25 ans | 4e (11 novembre 2015)                                     | Bleu eau     | 18 juin 2025      | Leader (2023-2025)                                                            |

### Formations
- 4 avril 2009 - 13 août 2011 : Ayaka Wada, Yūka Maeda, Kanon Fukuda, Saki Ogawa
- 14 août 2011 - 26 août 2011 : Wada, Maeda, Fukuda, Ogawa, Kana Nakanishi, Fuyuka Kosuga, Akari Takeuchi, Rina Katsuta, Meimi Tamura
- 27 août 2011 - 9 septembre 2011 : Wada, Maeda, Fukuda, Nakanishi, Kosuga, Takeuchi, Katsuta, Tamura
- 10 septembre 2011 - 31 décembre 2011 : Wada, Maeda, Fukuda, Nakanishi, Takeuchi, Katsuta, Tamura
- 1 janvier 2012 - 3 octobre 2014 : Wada, Fukuda, Nakanishi, Takeuchi, Katsuta, Tamura
- 4 octobre 2014 - 29 novembre 2015 : Wada, Fukuda, Nakanishi, Takeuchi, Katsuta, Tamura, Mizuki Murota, Maho Aikawa, Rikako Sasaki
- 30 novembre 2015 - 10 novembre 2015 : Wada, Nakanishi, Takeuchi, Katsuta, Tamura, Murota, Aikawa, Sasaki
- 11 novembre 2015 - 30 mai 2016 : Wada, Nakanishi, Takeuchi, Katsuta, Tamura, Murota, Aikawa, Sasaki, Moe Kamikokuryo
- 31 mai 2016 - 15 juillet 2016 : Wada, Nakanishi, Takeuchi, Katsuta, Murota, Aikawa, Sasaki, Kamikokuryo
- 16 juillet 2016 - 25 juin 2017: Wada, Nakanishi, Takeuchi, Katsuta, Murota, Aikawa, Sasaki, Kamikokuryo, Momona Kasahara
- 26 juin 2017 - 31 décembre 2017 : Wada, Nakanishi, Takeuchi, Katsuta, Murota, Aikawa, Sasaki, Kamikokuryo, Kasahara, Ayano Kawamura, Musubu Funaki
- 1 janvier 2018 - 22 novembre 2018 : Wada, Nakanishi, Takeuchi, Katsuta, Murota, Sasaki, Kamikokuryo, Kasahara, Kawamura, Funaki
- 23 novembre 2018 - 18 juin 2019 : Wada, Nakanishi, Takeuchi, Katsuta, Murota, Sasaki, Kamikokuryo, Kasahara, Kawamura, Funaki, Haruka Oota, Layla Ise
- 19 juin 2019 - 2 juillet 2019 : Nakanishi, Takeuchi, Katsuta, Murota, Sasaki, Kamikokuryo, Kasahara, Kawamura, Funaki, Oota, Ise
- 3 juillet 2019 - 25 septembre 2019 : Nakanishi, Takeuchi, Katsuta, Murota, Sasaki, Kamikokuryo, Kasahara, Kawamura, Funaki, Oota, Ise, Rin Hashisako
- 26 septembre 2019 - 10 décembre 2019 : Nakanishi, Takeuchi, Murota, Sasaki, Kamikokuryo, Kasahara, Kawamura, Funaki, Oota, Ise, Hashisako
- 11 décembre 2019 - 22 mars 2020 : Takeuchi, Murota, Sasaki, Kamikokuryo, Kasahara, Kawamura, Funaki, Oota, Ise, Hashisako
- 23 mars 2020 - 13 octobre 2020 : Takeuchi, Sasaki, Kamikokuryo, Kasahara, Kawamura, Funaki, Oota, Ise, Hashisako
- 14 octobre 2020 - 1 novembre 2020 : Takeuchi, Sasaki, Kamikokuryo, Kasahara, Kawamura, Funaki, Ise, Hashisako
- 2 novembre 2020 - 9 décembre 2020 : Takeuchi, Sasaki, Kamikokuryo, Kasahara, Kawamura, Funaki, Ise, Hashisako, Rin Kawana, Shion Tamenaga, Wakana Matsumoto
- 10 décembre 2020 - 15 novembre 2021 : Takeuchi, Sasaki, Kamikokuryo, Kasahara, Kawamura, Ise, Hashisako, Kawana, Tamenaga, Matsumoto
- 16 novembre 2021 - 29 décembre 2021 : Takeuchi, Sasaki, Kamikokuryo, Kawamura, Ise, Hashisako, Kawana, Tamenaga, Matsumoto
- 30 décembre 2021 - 22 mai 2023 : Takeuchi, Sasaki, Kamikokuryo, Kawamura, Ise, Hashisako, Kawana, Tamenaga, Matsumoto, Yuki Hirayama
- 23 mai 2023 - 21 juin 2023 : Takeuchi, Sasaki, Kamikokuryo, Kawamura, Ise, Hashisako, Kawana, Tamenaga, Matsumoto, Hirayama, Yukiho Shimoitani, Hana Goto
- 22 juin 2023 - 19 juin 2024 : Sasaki, Kamikokuryo, Kawamura, Ise, Hashisako, Kawana, Tamenaga, Matsumoto, Hirayama, Shomoitani, Goto
- 20 juin 2024 - 28 novembre 2024 : Kamikokuryo, Kawamura, Ise, Hashisako, Kawana, Tamenaga, Matsumoto, Hirayama, Shomoitani, Goto
- 29 novembre 2024 - 18 juin 2025 : Kamikokuryo, Ise, Hashisako, Kawana, Tamenaga, Matsumoto, Hirayama, Shomoitani, Goto
- 19 juin 2025 - 15 août 2025 : Ise, Hashisako, Kawana, Tamenaga, Matsumoto, Hirayama, Shomoitani, Goto
- 16 août 2025 -  : Ise, Hashisako, Kawana, Tamenaga, Matsumoto, Hirayama, Shomoitani, Goto, Momoha Nagano

## Discographie
Les disques sortis avant 2015 sont attribués à S/mileage, ceux sortis depuis 2015 le sont à Angerme.

### Albums
Albums originaux
- 8 décembre 2010 : Warugaki 1
- 22 mai 2013 : 2 Smile Sensation
- 15 mai 2019 : Rinnetenshou ~ANGERME Past, Present & Future~
- 22 mars 2023 : BIG LOVE

Compilation
- 30 mai 2012 : S/mileage Best Album Kanzenban 1
- 25 novembre 2015 : S/mileage / Angerme Selection Album "Taiki Bansei"

Bande originale
1. 6 août 2014 : Engeki Joshi-bu "Lilium -Lilium Shôjo Junketsu Kageki-" Original Soundtrack (演劇女子部 ミュージカル「LILIUM-リリウム 少女純潔歌劇-」オリジナルサウンドトラック?) (par « Morning Musume '14 x S/mileage »)

### Singles
Indies
1. 7 juin 2009 : Amanojaku
2. 23 septembre 2009 : Asu wa Date na no ni, Ima Sugu Koe ga Kikitai
3. 23 novembre 2009 : Suki Chan
4. 14 mars 2010 : Otona ni Narutte Muzukashii!!!

Major
1. 26 mai 2010 : Yume Miru Fifteen
2. 28 juillet 2010 : Gambara Nakute mo ee Nende!!
3. 29 septembre 2010 : Onaji Jikyū de Hataraku Tomodachi no Bijin Mama
4. 9 février 2011 : Short Cut
5. 27 avril 2011 : Koi ni Booing Boo!
6. 6 juillet 2011 : Uchōten Love (dernier single avec Saki Ogawa)
7. 28 septembre 2011 : Tachia Girl (1er single avec la 2e génération Kana Nakanishi, Akari Takeuchi, Rina Katsuta, Meimi Tamura, 1er et dernier single avec Fuyuka Kosuga)
8. 28 décembre 2011 : Please Miniskirt Post Woman (dernier single avec Yuuka Maeda)
9. 1er février 2012 : Chotto Matte Kudasai!
10. 2 mai 2012 : Dot Bikini
11. 22 août 2012 : Suki yo, Junjō Hankōki
12. 28 novembre 2012 : Samui ne
13. 20 mars 2013 : Tabidachi no Haru ga Kita
14. 3 juillet 2013 : Atarashii Watashi ni Nare! / Yattaruchan
15. 18 décembre 2013 : Ee ka!? / "Ii Yatsu"
16. 30 avril 2014 : Mystery Night! / Eighteen Emotion
17. 20 août 2014 : Aa Susukino/Chikyuu wa Kyou mo Ai wo Hagukumu
18. 4 février 2015 : Taikibansei / Otome no Gyakushuu (1er single avec la 3e génération Mizuki Murota, Maho Aikawa, Rikako Sasaki)
19. 22 juillet 2015 : Nanakorobi Yaoki / Gashinshoutan / Mahoutsukai Sally
20. 11 novembre 2015 : Desugita Kui wa Utarenai / Dondengaeshi / Watashi (dernier single avec Kanon Fukuda)
21. 27 avril 2016 : Tsugitsugi Zokuzoku / Itoshima Distance / Koi Nara Tokku ni Hajimatteru (1er single avec la 4e génération Moe Kamikokuryo ; dernier single avec Meimi Tamura)
22. 19 octobre 2016 : Umaku Ienai / Ai no Tame Kyou Made Shinkashite Kita Ningen, Ai no Tame Subete Taikashita Ningen / Wasurete Ageru (1er single avec la 5e génération Momona Kasahara, dernier single avec Maho Aikawa)
23. 21 juin 2017 : Ai Sae Areba Nanni mo Iranai / Namida Iro no Ketsui / Majokko Megu-chan
24. 9 mai 2018 : Nakenai ze・・・Kyoukan Sagi / Uraha=Lover / Kimi Dake ja nai sa...friends (2018 Acoustic Ver.)
25. 31 octobre 2018 : Tade Kuu Mushi mo Like it! / 46okunen LOVE
26. 10 avril 2019 : Koi wa Accha Accha / Yumemita Fifteen (1er single avec la 7e génération Haruka Oota, Layla Ise ; dernier single avec Ayaka Wada)
27. 20 novembre 2020 : Watashi wo Tsukuru no wa Watashi / Zenzen Okiagarenai SUNDAY (1er single avec la 8e génération Rin Hashisako, dernier single avec Rina Katsuta, Kana Nakanishi, Mizuki Murota)
28. 26 août 2020 : Kagiriaru Moment / Mirror Mirror (dernier single avec Musubu Funaki)
29. 23 juin 2021 : Hakkiri Shiyou ze / Oyogenai Mermaid / Aisare Route A or B? (1er single avec la 9e génération Rin Kawana, Shion Tamenaga, Wakana Matsumoto, dernier single avec Momona Kasahara)
30. 11 mai 2022 : Ai・Mashou / Hade ni Yacchai na! / Aisubeki Beki Human Life (1er single avec la 10e génération Yuki Hirayama)
31. 19 octobre 2022 : Kuyashii wa / Piece of Peace ~Shiawase no Puzzle~
32. 14 juin 2023 : Ai no Kedamono / Dousousei (dernier single avec Akari Takeuchi)
33. 13 décembre 2023 : RED LINE / Life is Beautiful! (1er single avec la 11e génération Yukiho Shimoitani et Hana Goto)
34. 12 juin 2024 : Bibitaru Ichigeki / Uwasa no Narushii / THANK YOU, HELLO GOOD BYE (dernier single avec Rikako Sasaki)
35. 13 novembre 2024 : Hatsukoi, Hanabie / Yuuyuu Kankan gonna be alright!! (dernier single avec Ayano Kawamura)

DVD singles
1. 13 décembre 2017 : Manner Mode / Kisokutadashiku Utsukushiku / Kimi Dake ja nai sa...friends (DVD single) (1er single avec la 6e génération Musubu Funaki, Ayano Kawamura)

Collaboration
1. 24 novembre 2010 : My School March (par Oha Girl Maple avec S/mileage)

## Vidéos
Les vidéos sorties avant 2015 sont attribuées à S/mileage, celles sorties depuis 2015 le sont à Angerme.

### Singles V
Indies
- 7 juin 2009 : Amanojaku (ぁまのじゃく?)
- 23 septembre 2009 : Asu wa Date na no ni, Ima Sugu Koe ga Kikitai (あすはデートなのに、今すぐ声が聞きたい?)
- 23 novembre 2009 : Suki Chan (スキちゃん?)
- 14 mars 2010 : Otona ni Narutte Muzukashii!!! (大人になるって難し!!!?)

Major
- 26 mai 2010 : Yume Miru Fifteen (夢見る15歳?)
- 28 juillet 2010 : Gambara Nakute mo ee Nende!! (○○ がんばらなくてもええねんで!!?)
- 29 septembre 2010 : Onaji Jikyū de Hataraku Tomodachi no Bijin Mama (同じ時給で働く友達の美人ママ?)
- 27 avril 2011 : Koi ni Booing Boo! (恋にBooing ブー!?)
- 6 juillet 2011 : Uchōten Love (有頂天 LOVE?)
- 28 septembre 2011 : Tachia Girl (タチアガール?)
- 28 décembre 2011 : Please Miniskirt Post Woman (プリーズ ミニスカ ポストウーマン?)
- 1er février 2012 - Chotto Matte Kudasai! (チョトマテクダサイ!?)
- 29 août 2012 : Suki yo, Junjō Hankōki (好きよ、純情反抗期。?)

### DVD
- 2010.01.31 : Toe the line
- 2010.06.16 : Special Joint 2010 Haru ~Kansha Mankai! Mano Erina 2 Shûnen Totsunyû & S/mileage Major Debut e Sakura Sake! Live~ (Erina Mano, S/mileage)
- 2010.06.26 : S/mileage Ôen Kikaku ~S/mileage Mega Bank vol.0~ & S/mileage Member Solo Event
- 2010.11.03 : Obaachan Ie no Curry Rice ~Smile Recipe~
- 2010.12.29 : S/mileage 1st Live Tour 2010 Aki ~Devil Smile Angel Smile~
- 2011.02.16 : S/mileage no Music V Collection 1
- 2011.07.13 : °C-ute & S/mileage Premium Live 2011 Haru ~°C&S Collaboration Daisakusen~ (°C-ute, S/mileage)
- 2011.08.24 : S/mileage 2011 Limited Live "S/mile Factory"
- 2011.09.21 : S/mile Factory ~S/mileage 4nin de Saigo da YO! Medetai no ni!~
- 2011.12.21 : Smileage All Single Music video Blu-ray File 2011
- 2011.12.21 : S/mileage Concert Tour 2011 Aki ~Gyakushû no Chô Mini Skirt~

## Divers
Les produits et évènements produits avant 2015 sont attribués à S/mileage, ceux produits depuis 2015 le sont à Angerme.
Photobooks
- 25 juillet 2014 : Smileage③ ~6 nin de Full Charge~

Théâtre et comédie musicale
- 2009 : Koisuru Hello Kitty
- 4 au 13 octobre 2014 : S/mileage's Jukebox Musical Smile Fantasy